# New Middletown (Ohio)
New Middletown es una villa ubicada en el condado de Mahoning en el estado estadounidense de Ohio. En el Censo de 2010 tenía una población de 1621 habitantes y una densidad poblacional de 715,28 personas por km².

## Geografía
New Middletown se encuentra ubicada en las coordenadas 40°57′56″N 80°33′30″O / 40.96556, -80.55833. Según la Oficina del Censo de los Estados Unidos, New Middletown tiene una superficie total de 2.27 km², de la cual 2.26 km² corresponden a tierra firme y (0.23%) 0.01 km² es agua.

## Demografía
Según el censo de 2010, había 1621 personas residiendo en New Middletown. La densidad de población era de 715,28 hab./km². De los 1621 habitantes, New Middletown estaba compuesto por el 98.77% blancos, el 0.12% eran afroamericanos, el 0% eran amerindios, el 0.06% eran asiáticos, el 0% eran isleños del Pacífico, el 0.43% eran de otras razas y el 0.62% pertenecían a dos o más razas. Del total de la población el 1.73% eran hispanos o latinos de cualquier raza.